# Emilio Baeza Medina
Emilio Baeza Medina (Torrox, 1892 - Màlaga, 24 de desembre de 1980) fou un advocat i polític andalús del Partit Radical Socialista, primer alcalde de Màlaga durant el període de la Segona República.
Fou escollit regidor a l'Ajuntament de Màlaga en 1919 i, de nou, el 1931, a les files de la Conjunció Republicano-Socialista, amb la proclamació de la República a l'abril de 1931 va ser escollit alcalde de Màlaga, ja que va ocupar només fins al 12 de juliol del mateix any, quan va dimitir en ser elegit diputat a les eleccions generals espanyoles de 1931. Durant la legislatura constituent va ser líder de la minoria parlamentària del PRS. Posteriorment va formar part del grup que va sortir del PRS i va crear el Partit Radical Socialista Independent. Candidat en les eleccions de 1933 per la província de Màlaga no va resultar escollit. Integrat ja en Izquierda Republicana, fou novament candidat a les eleccions generals espanyoles de 1936, resultant escollit en les candidatures del Front Popular per la província de Màlaga.
Exiliat després de la Guerra Civil, va tornar a Màlaga el 1953.